# غزوة مروان بن محمد لجورجيا
وقعت غزوة مروان بن محمد لجورجيا (بالجورجية: მურვან ყრუს შემოსევა საქართველოში) من الأعوام 735 حتى 737. حيث بدأت مع الدولة الأموية واختلفت أهدافها بين المؤرخين. حيث يرى الجورجيون أن الهدف هو كسر المقاومة الجورجية للحكم العربي. مع ذلك فإن المؤرخين الغربيين أمثال سيريل تومانوف ورونالد سوني ينظرون على أنها كانت حملة عامة موجهة إلى الإمبراطورية البيزنطية التي كانت تسيطر على لازيكا وخزر وعلى غاراتها المتكررة ليس في إيبيريا والقوقاز بل التي وصلت إلى الأراضي العربية في 730 إلى الموصل.